# جشنواره فیلم تراورس سیتی

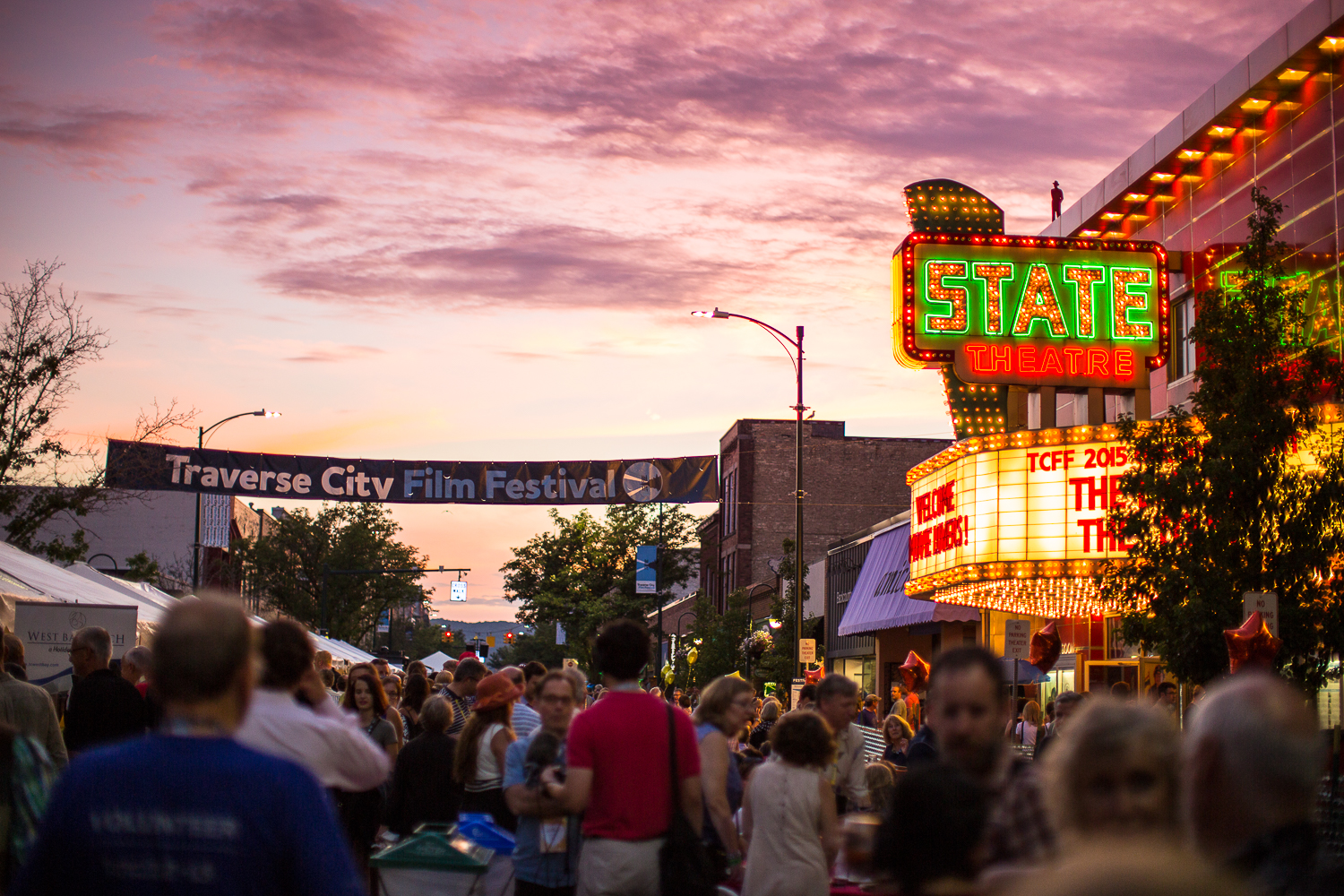
تراوس سیتی، میشیگان

جشنواره فیلم تراورس سیتی (انگلیسی: Traverse City Film Festival) یک جشنواره سالانه فیلم است که در اواخر ماه ژوئیه در شهر تراورس، میشیگان برگزار می‌شود. این جشنواره به عنوان یک رویداد سالانه در سال ۲۰۰۵ برای کمک به نجات یکی از معدود هنرهای بومی «آمریکا - سینما» ایجاد شد.